# Narthecusa kinduensis
Narthecusa kinduensis är en fjärilsart som beskrevs av Embrik Strand 1918. Narthecusa kinduensis ingår i släktet Narthecusa och familjen mätare. Inga underarter finns listade i Catalogue of Life.